# Nunzio De Falco
Nunzio De Falco (Casal di Principe, 19 marzo 1950 – Tora e Piccilli, 22 aprile 2022) è stato un mafioso italiano.

## Biografia
Camorrista col soprannome ’o Lupo, appartenente allo storico clan dei Casalesi, fratello del boss Vincenzo De Falco (ucciso a colpi di mitra il 2 febbraio 1991 a seguito di una faida interna) da cui per vendetta ordina l'omicidio di Mario Iovine. Successivamente diventò il mandante dell'omicidio di Don Giuseppe Diana avvenuto nel 1994 per la lotta sociale intrapresa dal presbiterio contro la camorra. Arrestato il 15 novembre 1997 dopo una breve latitanza in Spagna, tentò inizialmente di addossare le responsabilità del delitto al boss Francesco Schiavone, ma in seguito alle rivelazioni dell'esecutore materiale Giuseppe Quadrano fu costretto a confessare.

### Processi
- Nel 2003 venne definitivamente condannato all'ergastolo come mandante dell'omicidio del presbitero Giuseppe Diana.
- Nel luglio del 2009, subì il secondo ergastolo, per ordinare l'omicidio del boss Mario Iovine[2].

Dalla fine di luglio del 2021 al 13 febbraio 2022 scontò la pena agli arresti domiciliari per gravi motivi di salute.

### Morte
De Falco è morto di tumore il 22 aprile 2022, in una clinica.